# 1052 Бельгіка
1052 Бельгіка (1052 Belgica) — астероїд головного поясу, відкритий 15 листопада 1925 року.
Тіссеранів параметр щодо Юпітера — 3,620.